# Ibrahim Chaibi
Pour les articles homonymes, voir Chaïbi.
Ibrahim Chaibi (arabe : إبراهيم الشائبي), né le 28 décembre 1978 à El Hamma, est un universitaire et homme politique tunisien.

## Biographie
Titulaire d'un doctorat en études islamiques de l'Institut supérieur de théologie (ar) de l'université Zitouna et d'un certificat d'habilitation universitaire en sciences islamiques, il a également obtenu un diplôme d'études internationales de l'Institut tunisien des relations internationales, un certificat de formation dans les domaines de la gestion administrative moderne de l'École nationale d'administration et un certificat en droit international humanitaire du Comité international de la Croix-Rouge.
Il a en outre occupé plusieurs postes aux ministères de la Culture et des Affaires religieuses. Il entame ensuite une carrière de professeur universitaire en jurisprudence et ses fondements à l'université Zitouna.
Il a publié plusieurs ouvrages, préparé et présenté plusieurs émissions religieuses à la radio et à la télévision tunisienne.
Le 11 octobre 2021, il est nommé ministre des Affaires religieuses dans le gouvernement de Najla Bouden.
En mars 2023, le journaliste Mohamed Boughaleb affirme sur Cap FM que le ministre Ibrahim Chaibi circule dans une BMW X6, saisie par la douane dans le cadre d'une affaire en cours, ce qui lui vaut d'être auditionné à la suite d'une plainte déposée par le ministre.
Il est démis le 21 juin 2024, notamment en raison du nombre élevé de pèlerins morts et hospitalisés durant le hajj.